# Vivo de Zamenhof
Vivo de  Zamenhof (en français Vie de Zamenhof) est une biographie conçue et rédigée en espéranto par le Suisse Edmond Privat concernant l'initiateur de l'espéranto, Louis-Lazare Zamenhof.
Sa première parution, en 208 pages, date de 1920 ; une deuxième édition a suivi en 1923, de 109 pages.
Les chapitres s'intitulent :
- La gentoj en Litva lando (Les ethnies de l'aire lituanienne)
- Infano en Bjalistok (Enfant à Bialystok)
- Gimnaziano en Varsovio (Lycéen à Varsovie)
- Studentaj jaroj (Années d'études)
- Doktoro E. Idealista profeto (Le Docteur Espéranto, un prophète idéaliste)
- Homarano (Humaniste)
- Kongresaj paroladoj (Discours à l'occasion des congrès)
- Lingvisto (Linguiste)
- Verkisto (Écrivain)
- Etika pensulo (Penseur moraliste)
- Homo ĉe morto (Au seuil de la mort).

Cette biographie parut en traduction anglaise en 1931 et néerlandaise en 1934. Il y eut aussi d'autres éditions en espéranto, notamment celle de 2007, due à l'UEA (Universala Esperanto Asocio = Association universelle d'espéranto), à laquelle Ulrich Lins a ajouté des indications quant aux sources d'informations, une bibliographie actualisée et davantage de matériaux.